# Gustaf Bergh
Gustaf Fredrik Bergh, född 12 oktober 1873 i Malmö, död 24 mars 1928, var en svensk apotekare. 
Bergh avlade apotekarexamen 1895, studerade senare i Marburg och blev där filosofie doktor 1903. Han var 1898–1910 assistent i kemi och kemisk farmaci vid Farmaceutiska institutet, uppehöll periodvis som t.f. lärare föreläsningarna i kemi och kemisk farmaci 1902–1906 och var lärare i teknisk farmaci och författningskunskap 1910–1922. Från 1903 var han tillika institutets kamrer. Han var verkställande direktör i Apotekarnes Mineralvattens AB 1908 och innehavare av apoteket Stenbocken i Stockholm från 1922 till sin bortgång. 
Bergh var ledamot av Svenska Läkaresällskapet från 1907 och ordförande i Farmaceutiska föreningen 1912–1915 och från 1922. Tillsammans med Arvid Blomquist, Thore Delphin och Richard Westling utgav han 1902–1906 "Kommentar till Svenska farmakopén" (Edition VIII) och utarbetade däri särskilt Kort handledning i titreranalys (andra upplagan 1920), som även utgavs separat, varjämte han författade artiklar i facktidskrifter. 
Gustaf Bergh är begravd på Norra begravningsplatsen utanför Stockholm.